# Jesus acalmando a tempestade

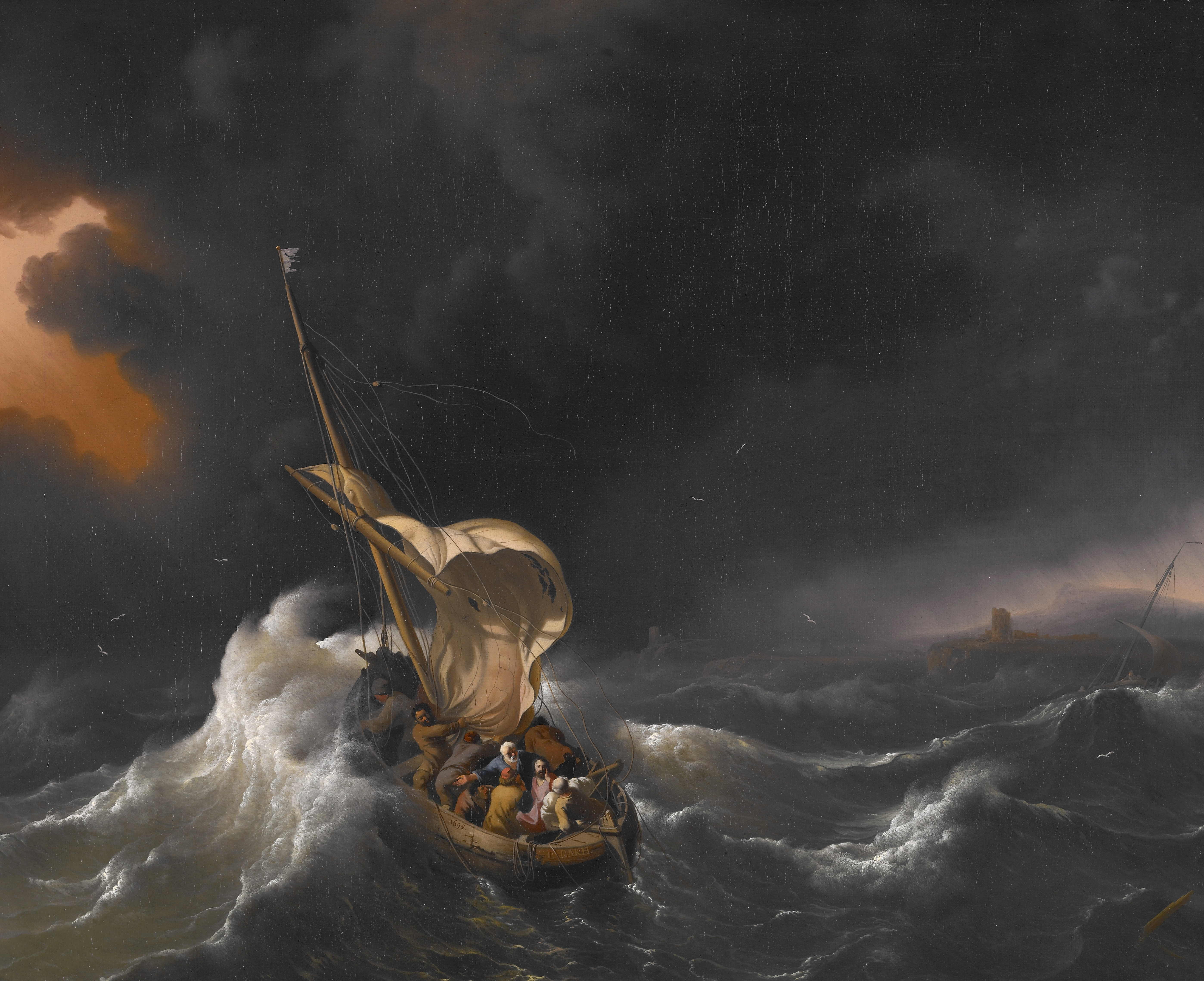
Cristo na tempestade no Mar da Galileia.
1695. Por Ludolf Bakhuizen, atualmente no Indianapolis Museum of Art, nos Estados Unidos.

Jesus acalmando a tempestade é um dos milagres de Jesus, citado nos evangelhos sinóticos em Marcos 4:35–41, Lucas 8:22–25 e Mateus 8:23–27, e diferente do episódico conhecido como Jesus andando sobre as águas, que também envolve um barco num lago, mas que só aparece mais tarde na narrativa, em Mateus 14.

## Milagre e interpretação
De acordo com os evangelhos, num final de tarde, Jesus e seus discípulos estavam cruzando o Mar da Galileia num barco quando uma forte tempestade irrompeu, com fortes ondas ameaçando o barco, a ponto de quase afundá-lo. Jesus estava na popa, dormindo sobre uma almofada, e foi acordado pelos discípulos "Mestre, não se te dá que pereçamos?". O Evangelho de Marcos continua:
| “ | «Ele, tendo acordado, repreendeu o vento e disse ao mar: Cala-te, emudece. Cessou o vento, e houve grande bonança. Então lhes perguntou: Por que tendes medo? Como é que não tendes fé? Eles, cheios de medo, diziam uns aos outros: Quem, porventura, é este, que até o vento e o mar lhe obedecem?» (Marcos 4:39–41) | ” |

O autor Michael Keene comentou que o Mar da Galileia era conhecido por suas tempestades, ferozes e repentinas, e que os judeus eram um povo terrestre, geralmente desconfortável no mar, especialmente por acreditarem que o mar estaria repleto de criaturas aterradoras.
John Clowes comentou que, ao perguntar "Por que tendes medo?", Jesus estava pedindo aos discípulos que explorassem suas próprias mentes em busca da causa e da origem do medo, com o objetivo que eles percebessem que todo o medo tem suas raízes na afeição e no pensamento natural (terrenas), separadas da afeição e do pensamento espiritual. E, ao perguntar "Como é que não tendes fé?", Jesus estaria apontando diretamente um defeito em seus princípios espirituais.
Clowes segue comentando que, através da última pergunta, Jesus estaria diretamente instruindo seus discípulos e, através deles, todas as futuras gerações da humanidade, que o "medo" seria um resultado constante da fraqueza dos princípios espirituais na mente humana.